# Plagiothecium vesiculariopsis
Plagiothecium vesiculariopsis är en bladmossart som beskrevs av Hugh Neville Dixon och Potier de la Varde 1927. Plagiothecium vesiculariopsis ingår i släktet sidenmossor, och familjen Plagiotheciaceae. Inga underarter finns listade i Catalogue of Life.